# Catedral de Machala
La Catedral de Nuestra Señora de la Merced o simplemente Catedral de Machala  es el nombre que recibe un edificio religioso de la Iglesia católica que se encuentra ubicado en la plazas de Armas Central de la localidad de Machala, Cantón Machala  en la Provincia de El Oro en la parte meridional del país sudamericano de Ecuador.
El templo sigue el rito romano o latino y funciona como la sede de Diócesis de Machala (Dioecesis Machalensis) que fue creada el 31 de enero de 1969 con la bula Quem admodum del papa Pablo VI. Esta bajo la responsabilidad pastoral del obispo Ángel Polibio Sánchez Loaiza.
Fue edificada sobre un antiguo cementerio y cerca se encuentra el Paseo de La Merced dedicado a la Virgen María. Su historia se remonta a 1747, En 1885, 1900 y 1928 sufrió remodelaciones de consideración.